# Sikerabang
Sikerabang is een bestuurslaag in het regentschap Subulussalam van de provincie Atjeh, Indonesië. Sikerabang telt 785 inwoners (volkstelling 2010).